# موريس رينارد
موريس رينارد (بالفرنسية: Maurice Renard)‏ (28 فبراير 1875، شالون أن شمباني في فرنسا - 18 نوفمبر 1939، روشفور في فرنسا)؛كاتب وروائي فرنسي.

## روابط خارجية
- موريس رينارد على موقع IMDb (الإنجليزية)
- موريس رينارد على موقع ألو سيني (الفرنسية)
- موريس رينارد على موقع أول موفي (الإنجليزية)
- موريس رينارد على موقع قاعدة بيانات الأفلام السويدية (السويدية)
- موريس رينارد على موقع قاعدة بيانات الفيلم (الإنجليزية)
- موريس رينارد على موقع كينوبويسك (الروسية)